# Iosif Czako
Iosif Czako (Reșița, 11 giugno 1906 – 12 settembre 1966) è stato un calciatore rumeno.

## Carriera
Czako giocò per la Romania al Mondiale 1930 dove giocò una sola partita contro l'Uruguay, vinta dai sudamericani per 4-0.

## Palmarès
- Campionato rumeno: 1

Reșița: 1930-1931